# Бирликтау
Бирликта́у (Барлы́к; кит. трад. 巴爾魯克山, упр. 巴尔鲁克山, пиньинь Bā'ěrlǔkè Shān; каз. Бірліктау) — горный хребет на северо-западе Китая, в Джунгарии, близ границы с Казахстаном, к востоку от Джунгарского Алатау, от которого отделён Джунгарскими воротами.
Протяжённость хребта составляет 120 км, высшая точка — гора Катушань (2923 м). Хребет сложен вулканогенно-осадочными породами палеозоя и гранитами. Преобладают выровненные вершинные поверхности, расчленённые глубокими долинами. Господствуют горно-степные ландшафты; по долинам — леса (в том числе еловые и яблоневые).